# Bupleurum kweichowense
Bupleurum kweichowense là một loài thực vật có hoa trong họ Hoa tán. Loài này được R.H.Shan mô tả khoa học đầu tiên năm 1940.